# الخرايب (ذي السفال)

تعديل مصدري - تعديل

الخرايب محلة تابعة لقرية الزغرور، التابعة لعزلة الحبلة بمديرية ذي السفال إحدى مديريات محافظة إب في الجمهورية اليمنية، بلغ تعداد سكانها 83 حسب تعداد اليمن لعام 2004.